# Sarcophaga nigribasicosta
Sarcophaga nigribasicosta är en tvåvingeart som först beskrevs av Chen 1975.  Sarcophaga nigribasicosta ingår i släktet Sarcophaga och familjen köttflugor. Inga underarter finns listade i Catalogue of Life.